# Praia dos Ingleses

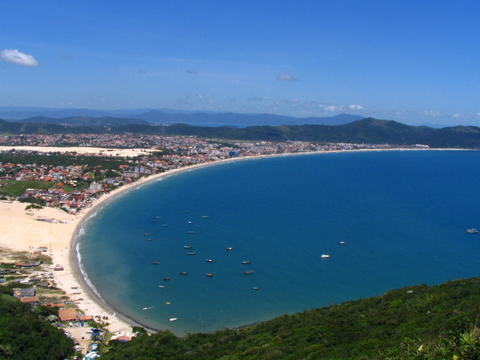
Praia dos Ingleses

Praia dos Ingleses is een strand in het noorden van eiland Santa Catarina aan de Atlantische Oceaan. Het is gelegen in de buurt Ingleses do Rio Vermelho van de gemeente Florianópolis in het zuiden van Brazilië. Het strand is 4,83 kilometer lang.
Het warme zeewater is blauw en heeft weinig golven. Op de duinen kun je gaan zandborden en er worden boottochten georganiseerd.